# تاکاتسوکاسا نوبوکو
تاکاتسوکاسا نوبوکو (به ژاپنی: 鷹司 信子 たかつかさ のぶこ)، نام بودایی جوکو-این؛ (تولد ۱۶۵۱ – مرگ ۱۷۰۹ میلادی)، یک زن در دوره ادو، زن اصلی (سی‌شیتسو) یا میدای‌دوکورو شوگون پنجم توکوگاوا تسونایوشی بود. او دختر یک اشراف درباری یا کوگیو ، تاکاتسوکاسا نوریهیرا و خواهر تاکاتسوکاسا فوساسوکه سشو (از ۱۶۶۴ تا ۱۶۶۸) و کانپاکو (از ۱۶۶۸ تا ۱۶۸۲) بود.